# 阿勒姆罗克
阿勒姆罗克是位於美國加利福尼亞州聖塔克拉拉縣的一個人口普查指定地區。

## 地理
該地的座標為37°22′03″N 121°49′32″W / 37.36750°N 121.82556°W，而該地最高點為海拔高度46米（即151英尺）。

## 人口
根據2010年美國人口普查的數據，該地的面積為2.20平方千米，均為陸地。當地共有人口15536人，而人口密度為每平方千米7,061人。